# Павлюк, Евгений Сергеевич
Евге́ний Серге́евич Павлю́к (укр. Євген Сергійович Павлюк; род. 18 августа 2002, Житомир) — украинский футболист, защитник клуба «Металлист 1925».

## Клубная карьера
Сезон 2019/20 годов начал в составе юниорской (U-19) команды «Ворсклы», в составе которой выступал первая половина сезона. Весенне-зимнюю часть чемпионата начал уже в составе молодежной команды, в футболке которой провел 2 поединка. В середине мая 2020 года подписал свой первый профессиональный контракт с главной командой «Ворсклы». В футболке полтавского клуба дебютировал 19 мая 2020 года в победном (2:0) домашнем поединке 27-го тура Премьер-лиги против «Днепра-1». Евгений вышел на поле на 90+2-й минуте матча, заменив Руслана Степанюка. Дебютным голом за «Ворсклу» отличился 16 июля 2020 года на 46-й минуте проигранного (1:2) домашнего поединка 31 тура Премьер-лиги против «Мариуполя». Павлюк вышел на поле в стартовом составе и отыграл весь матч.

## Карьера в сборной
Вызывался в юношескую сборную Украины (U-18), но в ее составе не сыграл ни одного официального поединка.

## Достижения
«Ворскла»
- Финалист Кубка Украины: 2023/24

Сборная Украины
- Победитель турнира в Тулоне: 2024